# لیبووختس
لیبووختس (به چکی: Libouchec) یک منطقهٔ مسکونی در جمهوری چک است که در Ústí nad Labem District واقع شده‌است. لیبووختس ۲۸٫۰۱ کیلومتر مربع مساحت و ۱٬۸۶۹ نفر جمعیت دارد و ۳۳۶ متر بالاتر از سطح دریا واقع شده‌است.